# Acrapex acuminata
Acrapex acuminata är en fjärilsart som beskrevs av George Francis Hampson 1894. Acrapex acuminata ingår i släktet Acrapex och familjen nattflyn. Inga underarter finns listade i Catalogue of Life.